# تشارلز بيغوي
تشارلز بيير بيغوي ( بالفرنسية :Charles Pierre Péguy ) ولد في 07 يناير 1873 و توفي يوم 5 سبتمبر 1914) كان شاعرًا وكاتبًا ومحررًا فرنسيًا مشهورًا. كانت فلسفتاه الرئيسيتان هما الاشتراكية والقومية، ولكن بحلول عام 1908 على أقصى تقدير، بعد سنوات من اللاأدرية المضطربة ، أصبح كاثوليكيًا مؤمنًا ولكنه غير ممارس. منذ ذلك الوقت ، أثرت الكاثوليكية بقوة على أعماله.

## روابط خارجية
- تشارلز بيغوي على موقع IMDb (الإنجليزية)
- تشارلز بيغوي على موقع الموسوعة البريطانية (الإنجليزية)
- تشارلز بيغوي على موقع ميوزك برينز (الإنجليزية)
- تشارلز بيغوي على موقع ديسكوغز (الإنجليزية)